# Grmeč
Grmeč är en bergskedja i Bosnien och Hercegovina.   Den ligger i entiteten Federationen Bosnien och Hercegovina, i den västra delen av landet, 180 km nordväst om huvudstaden Sarajevo.
I omgivningarna runt Grmeč växer i huvudsak blandskog. Runt Grmeč är det ganska tätbefolkat, med 93 invånare per kvadratkilometer.

## Bergstoppar
Topografiskt ingår följande toppar i Grmeč:
- Aleksin Vrh
- Ćelikov Vrh
- Ciganka
- Cilj
- Ćirin Vrh
- Crni Vrh
- Čučevo Brdo
- Ðusin Vrh
- Javorova Kosa
- Kosa
- Kuk
- Lipska Kosa
- Lisina
- Medveđak
- Miminovac
- Muhamedov Vrh
- Murajčino Brdo
- Tipsov Vrh
- Tučić
- Vrščić